# 菊池麻衣子 (アート)
菊池 麻衣子（きくち まいこ、1974年 - ）は、日本のアートサロン パトロンプロジェクトの創設者。東京都出身。

## 略歴
栃木県の高校を経て東京大学文学部社会学科を1996年に卒業。2001年にイギリス ウォーリック大学大学院映画論修士課程修了、2002年に同大学大学院アートマネージメント修士課程修了。
映画論の修士論文は『欧米の映画における日本人の表象：Representation of Japanese characters in Western films』、アートマネージメントの修士論文は『イギリスの美術館・博物館におけるオーディエンスディべロップメントの具体例と効果：Various examples and Merit of Audience Development in British Museums』

## 人物
大学卒業後一般企業勤務、イギリス留学などを経て2014年にアーティストと鑑賞者が交流して楽しみつつアートに親しむサロンとしてのパトロンプロジェクトを設立。 2016年から雑誌やWEB媒体にて連載するなどアートライターとしても活躍。 守備範囲は広く、古典から現代、欧米、アジア各国から日本の美術など。　 軽いタッチながら、知的でユニークな文章が特徴 会社員時代は広報室に所属。特にアートの広報が専門。
趣味は、アート鑑賞、アートの記事執筆、アートと同化した写真撮影、こだわりのカフェ巡り、自転車

## 執筆媒体
- 2015年より美術出版社のアートニュースサイトbitechoのライター
- 2016年より『男子専科電子版』アートコーナー「紳士のためのアートデート」執筆担当
- 2019年より『月刊美術』「菊池麻衣子のワンデイアートトリップ」連載
- 2019年より『国際商業』「アートとビジネス」連載
- 2021年より『和樂web』にて「浮世離れマスターズ」として日本美術に関する記事を執筆

## 出演
ラジオ
- J-WAVE JK Radio Tokyo United DJ:ジョン・カビラ
- J-WAVE TOKYO MORINIG RADIO DJ:別所哲也
- J-WAVE「STEP ONE」DJ:サッシャ